# Simon Desaubies
Pas d'image ? Cliquez ici

a Compétitions nationales et continentales officielles uniquement.

b Matchs officiels uniquement.
Dernière mise à jour le 29 février 2024.
Simon Desaubies, né le 30 novembre 1999, est un joueur français de rugby à XV. Il joue au poste de demi d'ouverture au Stade montois en Pro D2.

## Biographie

### Jeunesse et formation
Fils d'un ancien rugbyman, François Desaubies, le jeune Simon commence le rugby à 9 ans, à l'US Salles où joue alors son père, après avoir notamment pratiqué le tennis dans son enfance.
Il fréquente alors la filière rugby du Lycée Victor Louis de Talence, avant de rejoindre l'Union Bordeaux Bègles et le Pôle espoirs en 2014,.

### Carrière en club
Desaubies intègre l'effectif professionnel bordelais avant la saison 2018-19.
Prenant part à quatre rencontres de Challenge Cup cette saison, il prolonge son contrat jusqu'en 2022 avec l'UBB en mai 2019,.
Prêté au Stade montois lors de la saison 2020-2021, il s'installe comme un titulaire en Pro D2 aux postes de centre ou ouvreur, avant de revenir à Bordeaux, qui doit faire face aux absences notamment de Matthieu Jalibert pendant le Tournoi des Six Nations,. S'attirant rapidement les louanges de Christophe Urios, il est titularisé une première fois en Top 14 le 20 février 2021, portant le numéro 10 lors d'un déplacement chez le CA Brive. Malgré la courte défaite 25-23 de son équipe, Desaubies fait partie des satisfactions de ce match fermé, dont il a joué la totalité des 80 minutes.
Durant la saison 2021-2022, il s'engage définitivement avec le Stade montois. En juin 2023, il prolonge son contrat et signe son premier contrat professionnel.

### Carrière en sélection
Desaubies connait sa première sélection en équipe de France des moins de 20 ans le 9 février 2019 dans le match contre l'Angleterre en Tournoi des Six Nations, enchainant deux semaines plus tard avec une première titularisation en 12 contre l'Écosse, devant néanmoins sortir précocement, à la suite d'une commotion.
Convoqué pour le Championnat du monde en Argentine avec les bleuets,,, il ne fait néanmoins pas partie du groupe qui remporte son deuxième titre mondial d'affilée.